# Leana Pignedoli
Leana Pignedoli (Castelnovo ne' Monti, 6 maggio 1956) è una politica italiana, senatrice della Repubblica dal 28 aprile 2006 al 22 marzo 2018.

## Biografia
Nata a Castelnovo ne' Monti (Reggio Emilia), insegnante di educazione musicale, sposata e con un figlio, negli anni '80 iniziò ad occuparsi di politiche culturali e del territorio. 
Alle elezioni amministrative del 1985 si candida al consiglio comunale di Castelnovo ne' Monti, tra le liste del Partito Comunista Italiano (PCI), risultando eletta consigliera comunale e andando a ricoprire l'incarico di assessore supplente. Alle amministrative del 1990 viene rieletta consigliera comunale.
Nel 1991 aderisce alla svolta della Bolognina di Achille Occhetto dal PCI al Partito Democratico della Sinistra (PDS), con cui alle elezioni comunali in Emilia-Romagna del 1995 si candida a sindaco del comune di Castelnovo ne' Monti, sostenuta da delle liste civiche di centro-sinistra, risultando eletta con il 68,3% dei voti.
Nel 1998 aderisce alla svolta di Massimo D'Alema dal PDS ai Democratici di Sinistra (DS), con cui alle comunali emiliane-romagnole del 1999 si ricandida per un secondo mandato da sindaco, sostenuta da una lista civica, venendo rieletta con il 61,8%. Negli anni successivi ricoprì il ruolo di presidente della Comunità montana dell'Appennino Reggiano.
Alle elezioni politiche del 2006 viene candidata al Senato della Repubblica, tra le liste dei DS nella circoscrizione Emilia-Romagna in settima posizione, risultando eletta per la prima volta senatrice. Nella XV legislatura della Repubblica è stata vicepresidente della 9ª Commissione Agricoltura e produzione agroalimentare e componente della Commissione parlamentare per l'infanzia, nella quale si occupò in particolare dei temi dell'adozione, degli adolescenti e dell'alimentazione legata alla salute. 
Nel 2007 aderisce allo scioglimento dei DS, sancito dal congresso di quell'anno, e la sua confluenza nel Partito Democratico (PD), con cui alle politiche del 2008 viene ricandidata al Senato, tra le sue liste nella medesima circoscrizione in nona posizione, venendo rieletta a Palazzo Madama. Nel corso della XVI legislatura ha fatto parte della 9ª Commissione Agricoltura e produzione agroalimentare (2008-2013), dove ricopre l'incarico di capogruppo del PD e segue i temi dei prodotti agro-alimentari di qualità, e della 14ª Commissione Politiche dell'Unione europea (2008-2010). 
Nel dicembre 2012 partecipa alle elezioni primarie "Parlamentarie del PD per scegliere i candidati al Parlamento alle imminenti elezioni politiche, ottenendo 5.834 preferenze a Reggio Emilia, venendo ricandidata al Senato, tra le liste del PD nella circoscrizione Emilia-Romagna in undicesima posizione, risultando rieletta senatrice. Nella XVII legislatura della Repubblica è stata membro della 9ª Commissione Agricoltura e produzione agroalimentare, dove ricopre l'incarico di vicepresidente dal 2013 al 2017, della Commissione parlamentare per le questioni regionali e della Comitato parlamentare per i procedimenti di accusa, oltre a presentare un emendamento, assieme a 6 senatori del PD per poi ritirarlo, alla legge di Bilancio 2018 per ridurre l'IVA sulle ostriche.

### Vita privata
È sposata e ha un figlio: Matteo.